# Державний університет
Держа́вний університе́т (англ. National university, яп. 国立大学) — тип вищого навчального закладу, що був заснований урядом держави або керується ним. Має часткове самоврядування. В Україні Державному вищому навчальному закладу четвертого рівня акредитації відповідно до законодавства може бути надано статус національного.

## Список

### Україна
- Державний університет інформатики і штучного інтелекту
- Закарпатський державний університет
- Житомирський державний університет імені Івана Франка
- Львівський державний університет безпеки життєдіяльності
- Маріупольський державний університет
- Національний університет «Одеська юридична академія»
- Херсонський державний університет
- Київський національний торговельно-економічний університет
- Таврійський національний університет імені В. І. Вернадського

### Японія
Детальніші відомості з цієї теми ви можете знайти в статті Університети_Японії#Державні.
- Кіотський університет
- Наґойський університет
- Хоккайдоський університет
- Хіросімський університет